# Municipalità di Wakefield
La municipalità di Wakefield è una Local Government Area che si trova in Australia Meridionale. Essa si estende su una superficie di 3.469,4 chilometri quadrati e ha una popolazione di 6.756 abitanti. La sede del consiglio si trova a Balaklava.